# سيكورسكي إس-29 إيه
سيكورسكي إس-29 إيه (بالإنجليزية: Sikorsky S-29-A)‏ أنتجت في الولايات المتحدة. من صناعة سيكورسكي للطائرات. كان أول طيران لها في 4 مايو 1924. هي طائرة معدنية ثنائية الجناح والسطح، صمّمها وصَنعها رائد الطَّيَران الأمريكي أوكرانيّ الولادة إيقور سيكورسكي بعد وصوله إلى الولايات المتحدة الأمريكية، ولذلك السبب أَتْبَع اسمها بِحَرف الأَيه ليُرمِّز بلد منشئ طائِرته، يجلس كلٌّ من الطيَّارِ والمِيكانِيكِيّ في قُمْرةِ الطائرة الواقعة بين الجناح والذَّيْل بينما يجلس الستة عشر راكِباً في جسم الطائرة. كان أول طيران لِأس-29 في 4 مايو 1924.
لم تنجح الطائرة في جذب اهتمام الزبناء حيث كانت صناعة الطائرات والمتاجرة بها أمراً ناشئاً آنذاك، ولكن في بِيعَت الطائرة واستُخدمت لأغراض شتّي كبِياعة الملابس لشركة ملابس كِرلي (Curlee Clthing)، كما واستُخدِمَت كمَمتجرٍ جوّيّ لبياعة لفائف التبغ.النهاية أنتجت في الولايات المتحدة. من صناعة سيكورسكي للطائرات.

## التصميم
- الفريق: طيّار وميكانيكيّ
- السِّعة: 16 راكباً
- الطُّول: 15,16 مِتراً
- المسافة بين الجناحين: 21,04 متراً
- مزود الطاقة: مُوَلِّدا طاقة حُرّان بقوة 298 كيلو واط للواحد